# Sąkieły Wielkie
Sąkieły Wielkie (deutsch Groß Sunkeln, ab 1931 auch: Sunkeln) ist ein kleiner Ort in der polnischen Woiwodschaft Ermland-Masuren. Er ist ein nichtselbständiger Wohnplatz (polnisch część miejscowości) in der Ortschaft Zabrost Wielki (Groß Sobrost) innerhalb der Landgemeinde Budry (Buddern) im Powiat Węgorzewski (Kreis Angerburg).

## Geographische Lage
Sąkieły Wielkie liegt im Nordosten der Woiwodschaft Ermland-Masuren am Südufer der Angerapp (polnisch Węgorapa) und am Nordostrand des Skallischen Forsts (1938 bis 1945 Altheider Forst, polnisch Lasy Skaliskie). Bis zur Kreisstadt Węgorzewo (Angerburg) sind es 17 Kilometer in südwestlicher Richtung.

## Geschichte
Bei dem Ort Groß Sunkeln handelte es sich vor 1945 um ein kleines Gutsdorf, das Zentrum einer Gemeinde für zahlreiche umliegende Dörfer war. Zwischen 1874 und 1945 war es Amtssitz des Amtsbezirks Sunkeln, der zum Kreis Angerburg im Regierungsbezirk Gumbinnen der preußischen Provinz Ostpreußen gehörte. Im Jahre 1910 zählte Groß Sunkeln 74 Einwohner.
Am 17. Oktober 1928 wurde Groß Sunkeln in die Landgemeinde Groß Budschen (polnisch Budzewo) eingemeindet. Allerdings für weniger als drei Jahre; denn zum 1. April 1931 wurde es wieder ausgegliedert und mit den Nachbardörfern Klein Sunkeln (polnisch Sąkieły Małe) und Steinorter Wiesenhaus zur neuen Landgemeinde Sunkeln zusammengeschlossen.
Diese zählte im Jahre 1933 insgesamt 151, im Jahre 1939 bereits 175 Einwohner.
Im Jahre 1945 kam Groß Sunkeln innerhalb der Gemeinde Sunkeln in Kriegsfolge mit dem gesamten südlichen Ostpreußen zu Polen und trägt seitdem die polnische Namensform „Sąkieły Wielkie“. Als nicht selbständige Ortschaft gehört sie zu Zabrost Wielki (Groß Sobrost) im Verbund der Landgemeinde Budry (Buddern) im Powiat Węgorzewski (Kreis Angerburg), vor 1998 zur Woiwodschaft Suwałki, seither zur Woiwodschaft Ermland-Masuren zugehörig.

### Amtsbezirk Sunkeln (1874–1945)
Bei seiner Errichtung im Jahre 1874 gehörten zum Amtsbezirk Sunkeln zehn Orte, deren Zahl vor 1908 und dann 1928 auf 13 erweitert wurde. Aufgrund mannigfacher Umstrukturierungen bildeten am Ende nur noch drei Orte den Bezirk:
| Name                                                                | Polnischer Name  | Bemerkungen                                                             |
| ------------------------------------------------------------------- | ---------------- | ----------------------------------------------------------------------- |
| Broszaitschen 1938–1945: Brosen                                     | Brożajcie        | vor 1908 in den Amtsbezirk Skallischen umgegliedert                     |
| Groß Budschen                                                       | Budzewo          |                                                                         |
| Groß Sunkeln                                                        | Sąkieły Wielkie  | 1928 nach Groß Budschen, 1931 in die Landgemeinde Sunkeln eingegliedert |
| Grünhöfchen                                                         | Zbytki           | 1928 nach Groß Budschen eingegliedert                                   |
| Klein Budschen                                                      |                  | 1928 nach Groß Budschen eingegliedert                                   |
| Klein Sawadden                                                      | Zawady Małe      | 1928 nach Groß Budschen eingegliedert                                   |
| Klein Sunkeln                                                       | Sąkieły Małe     | 1928 nach Groß Budschen, 1931 in die Landgemeinde Sunkeln eingegliedert |
| Skallischen, Forst 1938–1945 Altheide, Forst (Anteil Kr. Angerburg) | (Lasy Skaliskie) |                                                                         |
| Skallischen, Krug                                                   |                  | 1975 in die Landgemeinde Skallischen umgegliedert                       |
| Steinorter Wiesenhaus                                               |                  | 1928 nach Groß Budschen, 1931 in die Landgemeinde Sunkeln eingegliedert |
| vor 1908: Popiollen, Domänenamt                                     | Popioły          | 1928 nach Groß Budschen überstellt                                      |
| 1928: Dinglauker Wiese                                              |                  | vorher im Amtsbezirk Sobiechen, 1928 nach Groß Budschen eingegliedert   |
| 1928: Groß Sawadden                                                 | Zawady Wielkie   | vorher im Amtsbezirk Sobiechen, 1928 nach Groß Budschen eingegliedert   |

Am 1. Januar 1945 gehörten noch Altheide, Forst (Anteil Kreis Angerburg), Groß Budschen und Sunkeln zum Amtsbezirk Sunkeln.

## Kirche
Die Bevölkerung Groß Sunkelns und später auch der Landgemeinde Sunkeln war vor 1945 in die evangelische Kirche Dombrowken in der Kirchenprovinz Ostpreußen der Kirche der Altpreußischen Union bzw. in die katholische Kirche Zum Guten Hirten Angerburg im Bistum Ermland eingepfarrt.
Heute gehört Sąkieły Wielkie zur katholischen Kirche in Dąbrówka im Bistum Ełk der Römisch-katholischen Kirche in Polen bzw. zur evangelischen Kirchengemeinde in Węgorzewo (Angerburg), einer Filialgemeinde der Pfarrei Giżycko (Lötzen) in der Diözese Masuren der Evangelisch-Augsburgischen Kirche in Polen.

## Verkehr
Trotz seiner Lage im Gebiet der polnisch-russischen Staatsgrenze ist Sąkieły Wielkie gut über eine Nebenstraße zu erreichen, die bei Budry (Buddern) von der polnischen Woiwodschaftsstraße DW 650 (frühere deutsche Reichsstraße 136) abzweigt und über Budzewo (Groß Budschen) und Zabrost Wielki (Groß Sobrost) nach Mieduniszki Wielkie (Groß Medunischken, 1938 bis 1945 Großmedien) führt. Eine Bahnanbindung besteht nicht.